# Rund um Köln 2021
Rund um Köln 2021 skulle have været den 104. udgave af det tyske cykelløb Rund um Köln, men blev aflyst på grund af coronaviruspandemien. Linjeløbet var planlagt til at blive kørt den 6. juni 2021 med start og mål i Köln. Løbet skulle have været en del af UCI Europe Tour 2021. Den oprindelige 104. udgave blev i 2020 også aflyst på grund af coronaviruspandemien.